# Elena Văcărescu
Elena Văcărescu, también llamada Hélène Vacaresco (Bucarest, 21 de septiembre de 1864-París, 17 de febrero de 1947) fue una escritora rumano-francesa, dos veces laureada por la Académie Française.

## Biografía
Por el lado de su padre, Ioan Văcărescu, fue descendiente de una larga línea de boyardos válacos (la Familia Văcărescu), incluyendo a Ienăchiţă Văcărescu, el poeta que escribió la primera gramática en rumano. Ella también fue una sobrina del poeta rumano Iancu Văcărescu. Por el lado de su madre, Eufrosina Fălcoianu, desciende de la familia Fălcoianu, un grupo prominente de la época del príncipe Miguel El Valiente.
Pasó la mayor parte de su juventud en la finca de la familia Văcărescu, cerca de Târgovişte. Posteriormente, Elena se familiarizó con la literatura inglesa. Ella también estudió literatura francesa en París, donde conoció a Victor Hugo, el cual es mencionado más tarde en sus memorias. Asistió a cursos de filosofía, estética e historia, y también de poesía bajo la dirección de Sully Prudhomme.
Otra influencia en los comienzos de su vida fue la Guerra ruso-turca, en la que también participa Rumania, el país declaró su independencia del Imperio otomano y se anexó al Imperio ruso. El padre de Elena luchó en la guerra, experiencia que influyó en su primer libro (publicado en 1886).
La reunión que cambió su vida fue con Isabel de Wied, la Reina de Rumania, esposa del rey Carlos I; la Reina la invitó al palacio en 1888, interesada en la producción de los logros literarios de Elena Văcărescu, se volvió mucho más interesada en la persona de la poeta. Sin haberse recuperado aún de la muerte de su única hija en 1874, la reina transfirió todo su amor maternal a Elena.
En 1889, debido a la falta de herederos al trono de Rumania, el Rey había aprobado para ese cargo a su sobrino Fernando, que, debido a su soledad en un país extraño, creció cerca de Elena, se enamoró de ella, y, finalmente, expresó el deseo de casarse con ella. Pero, de acuerdo con la Constitución de Rumania de 1866, al heredero al trono no se le permitió casarse con una rumana. El resultado de este asunto fue que la Reina (que había alentado el romance) fue exiliada a Neuwied (Alemania) por dos años; Elena, en cambio fue exiliada a París para toda la vida; mientras que Fernando fue enviado fuera en búsqueda de una nueva novia, que finalmente encontró en María de Edimburgo.
En 1925 fue recibida como miembro de la Academia Francesa. Ha traducido al francés las obras de poetas rumanos como Mihai Eminescu, Lucian Blaga, Octavian Goga, George Topîrceanu, Ion Minulescu y Ion Vinea.
Justo antes de su muerte, Văcărescu fue miembro de la delegación rumana encabezada por Gheorghe Tătărescu, a la Conferencia de Paz de París en 1947, al final de la Segunda Guerra Mundial. Está enterrada en la cripta familiar de los Văcărescu, en el cementerio de Bellu, en Bucarest.

## Libros publicados

### Poesía
- Chants d'Aurore, 1886
- L'âme sereine (El alma serena), 1896
- Lueurs et Flammes (Historias y llamas), 1903
- Le Jardin passioné, 1908
- La Dormeuse éveillée (Duermevela), 1914

### Temas interpretados del folclore
- Le Rhapsode de la Dâmboviţa, 1889
- Nuits d'Orient (Noches de Oriente), 1907
- Dans l'or du soir (En el oro de la noche), 1927

### Novelas
- Amor vincit, 1908
- Le Sortilège (El sortilegio) 1911

### Memorias
- Memorial sur le mode mineur (Memoria sobre el menor modo), 1945
- Le Roman de ma vie (El Romance de mi vida)

### Teatro
- Stana, 1904
- Pe urma dragostei